# 연속체 가설
집합론에서 연속체 가설(連續體假說, 영어: continuum hypothesis, 약자 CH)은 실수 집합의 모든 부분 집합은 가산 집합이거나 아니면 실수 집합과 크기가 같다는 명제이다. 집합론의 표준적 공리계로는 증명할 수도, 반증할 수도 없다.

## 정의
선택 공리를 추가한 체르멜로-프렝켈 집합론을 가정하자.
다음 명제들이 서로 동치이며, 이를 연속체 가설이라고 한다.
- {\displaystyle \aleph _{1}=2^{\aleph _{0}}=\beth _{1}}. 즉, {\displaystyle \aleph _{0}}(가산 무한 집합의 크기)과 {\displaystyle 2^{\aleph _{0}}} (실수 집합의 크기) 사이에는 다른 기수가 존재하지 않는다.
- 임의의 실수의 집합 {\displaystyle S\subseteq \mathbb {R} }에 대하여, {\displaystyle S}가 가산 집합이 아니라면, {\displaystyle |S|=\mathbb {R} }이다.
- 다항식환 {\displaystyle \mathbb {C} [x,y,z]} 위의 유리 함수 가군 {\displaystyle \mathbb {C} (x,y,z)}의 사영 차원이 2이다. (반대로, 연속체 가설이 거짓이라면 이 가군의 사영 차원은 3이다.)[2][3]:Theorem 2.51
- 가산 개의 체들의 직접곱의 대역 차원은 항상 2이다.[3]:60
- (웨첼 문제 영어: Wetzel’s problem) 다음 두 조건을 만족시키는 전해석 함수들의 족 {\displaystyle \{f_{i}\colon \mathbb {C} \to \mathbb {C} \}_{i\in I}}이 존재한다.[4][5]
  - 임의의 {\displaystyle z\in \mathbb {C} }에 대하여, {\displaystyle \{f_{i}(z)\}_{i\in I}}는 가산 집합이다.
  - {\displaystyle \{f_{i}\}_{i\in I}}는 비가산 집합이다.

다음 명제들이 서로 동치이며, 이를 일반화 연속체 가설(一般化連續體假說, 영어: generalized continuum hypothesis, 약자 GCH)이라고 한다.
- 임의의 순서수 {\displaystyle \alpha \in \operatorname {Ord} }에 대하여, {\displaystyle \aleph _{\alpha +1}=2^{\aleph _{\alpha }}}. 여기서 {\displaystyle \aleph }는 알레프 수이다.
- 임의의 순서수 {\displaystyle \alpha \in \operatorname {Ord} }에 대하여, {\displaystyle \aleph _{\alpha }=\beth _{\alpha }}. 여기서 {\displaystyle \beth }는 베트 수이다.
- 임의의 무한 기수 {\displaystyle \kappa }에 대하여, {\displaystyle \kappa <\lambda <2^{\kappa }}인 기수 {\displaystyle \lambda }가 존재하지 않는다.
- 임의의 기수 {\displaystyle \kappa }에 대하여, {\displaystyle |\{A\subseteq \kappa \colon |A|\in S\}|=\kappa ^{+}}가 되는 기수 집합 {\displaystyle S\subset \operatorname {Card} }가 존재한다.[6] (이 조건은 위와 달리 유한 기수에 대해서도 적용된다.) 여기서 {\displaystyle \kappa ^{+}=\min\{\lambda \in \operatorname {Card} \colon \kappa <\lambda \}}이다.

### 프라일링 대칭 공리
집합 {\displaystyle X}와 기수 {\displaystyle \kappa }에 대하여, 다음과 같은 명제 {\displaystyle {\mathsf {AX}}(X,\kappa )}를 생각하자.
임의의 함수 {\displaystyle f\colon X\to {\mathcal {P}}_{\leq \kappa }(X)}에 대하여, {\displaystyle x\not \in f(y)}이자 {\displaystyle y\not \in f(x)}가 성립하는 {\displaystyle x,y\in X}가 존재한다.
여기서 {\displaystyle {\mathcal {P}}_{\leq \kappa }(X)=\{S\subseteq X\colon |S|\leq \kappa \}}는 크기가 {\displaystyle \kappa } 이하의 {\displaystyle X}의 부분 집합들로 구성된 집합족이다. 그렇다면, {\displaystyle {\mathsf {ZFC}}} 아래 다음이 성립한다.
{\displaystyle {\mathsf {AX}}(2^{\kappa },\kappa )\iff 2^{\kappa }\neq \kappa ^{+}}
즉, {\displaystyle \lnot {\mathsf {CH}}\iff {\mathsf {AX}}(2^{\aleph _{0}},\aleph _{0})}이며, {\displaystyle \lnot {\mathsf {GCH}}\iff \forall \kappa \in \operatorname {Card} \colon {\mathsf {AX}}(2^{\kappa },\kappa )}이다. 특히, {\displaystyle {\mathsf {AX}}(2^{\aleph _{0}},\aleph _{0})}를 프라일링 대칭 공리(영어: Freiling’s axiom of symmetry)라고 한다. 이는 크리스토퍼 프랜시스 프라일링(영어: Christopher Francis Freiling)이 도입하였다. 프라일링은 대칭 공리가 확률론적으로 직관적이라고 주장하였으나, 이는 오늘날 논란이 되고 있다.

## 성질
선택 공리를 추가한 체르멜로-프렝켈 집합론(ZFC)이 무모순적이라면, 일반화 연속체 가설은 ZFC와 독립적이다. 즉, ZFC로 일반화 연속체 가설을 증명할 수도, 반증할 수도 없다.
선택 공리를 추가한 체르멜로-프렝켈 집합론에 알려진 모든 큰 기수 공리를 추가하여도, (일반화) 연속체 가설은 여전히 독립적이다.

### 연속체 가설을 함의하는 명제
ZFC에 구성 가능성 공리({\displaystyle V=L})를 추가하면, 일반화 연속체 가설이 참이다.

### 연속체 가설의 부정을 함의하는 명제
윌리엄 휴 우딘은 소위 오메가 논리(영어: Ω-logic)를 도입하여, 연속체 가설이 거짓이며, 사실
{\displaystyle \aleph _{2}=2^{\aleph _{0}}}
이라는 논의를 폈다. 물론, 이는 수학적인 증명이 아니다. 우딘의 논의는 오늘날에도 계속 논란이 되고 있다.
고유 강제법 공리(영어: proper forcing axiom)를 가정하면,
{\displaystyle 2^{\aleph _{0}}=\aleph _{2}}
이므로, 역시 연속체 가설이 부정된다.

### (일반화) 연속체 가설이 함의하는 명제
연속체 가설은 마틴 공리를 자명하게 함의한다.
체르멜로-프렝켈 집합론에 일반화 연속체 가설을 추가하면, 선택 공리를 증명할 수 있다.
일반화 연속체 가설은 기수의 산술을 완전히 결정한다. 체르멜로-프렝켈 집합론에 일반화 연속체 가설을 가정하면, 다음이 성립한다.:147
{\displaystyle \aleph _{\alpha }^{\aleph _{\beta }}={\begin{cases}\aleph _{\beta +1}&\alpha \leq \beta +1\\\aleph _{\alpha }&\beta +1<\alpha ,\;\aleph _{\beta }<\operatorname {cf} (\aleph _{\alpha })\\\aleph _{\alpha +1}&\beta +1<\alpha ,\;\aleph _{\beta }\geq \operatorname {cf} (\aleph _{\alpha })\\\end{cases}}}
여기서 {\displaystyle \operatorname {cf} }는 기수의 공종도이다.
체르멜로-프렝켈 집합론에 일반화 연속체 가설을 가정하면,  모든 기수 {\displaystyle \kappa }에 대하여, 기멜 함수는 다음과 같다.
{\displaystyle \gimel (\kappa )=\kappa ^{+}}
또한, 특이 기수 가설이 (자명하게) 성립하게 된다.
커플랜스키 추측(영어: Kaplansky conjecture)은 다음과 같은 명제이다.
- 임의의 콤팩트 하우스도르프 공간 {\displaystyle X} 위의, 복소수 값의 연속 함수들의 복소수 바나흐 대수 {\displaystyle {\mathcal {C}}^{0}(X,\mathbb {C} )}를 생각하자. 임의의 복소수 바나흐 대수 {\displaystyle B} 및 임의의 복소수 대수 준동형 {\displaystyle f\colon {\mathcal {C}}^{0}(X,\mathbb {C} )\to B}은 복소수 바나흐 대수 사상이다 (즉, 연속 함수이다).

이는 어빙 커플랜스키가 제시하였다. 만약 ZFC가 무모순적이라면 이 명제는 ZFC와 독립적이다.:ix–x 연속체 가설은 커플랜스키 추측의 부정을 함의한다.

## 역사

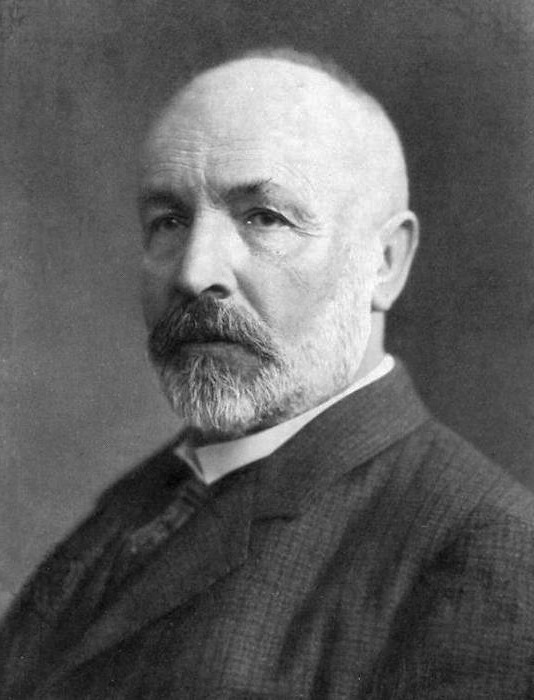
게오르크 칸토어

연속체 가설은 게오르크 칸토어가 처음 제기하였다. 칸토어는 연속체 가설이 참이라고 믿고 여러 해 동안 그 증명을 위해 노력했다.  다비트 힐베르트는 1900년 세계 수학자 대회에서 연속체 가설을 힐베르트의 문제들의 1번 문제로 선정하였다.:§2 1905년에 영국의 수학자 필립 조던(영어: Philip Jourdain)이 일반화 연속체 가설을 제기하였다.
연속체 가설에 대하여 퍼넬러피 매디는 다음과 같이 적었다.
| “ | […] 연속체 가설의 "선사 시대" 동안 (즉, 무모순성과 독립성 결과 이전에), 학계의 [연속체 가설에 대한] 의견은 통일되지 않은 것으로 보인다. 힐베르트와 조던은 이에 긍정적이었다. [...] 그러나 힐베르트는 [연속체 가설이] ZFC로부터 증명될 수 있다고 기대하지는 않은 것으로 보인다. [...]. 쾨니그는 이를 반증하려고 시도하였지만, 이는 그는 실수의 정렬 정리가 거짓이라고 믿었기 때문이었다. [...]. 마지막으로, 괴델에 따르면, 루진과 시에르핀스키는 괴델과 비슷한 이유로 대체로 이에 대하여 부정적으로 생각했다고 한다. […] [D]uring the prehistory of CH (that is, before the consistency and independence results), opinion seems to have been divided. Hilbert and Jourdain were both in favor […], though Hilbert apparently did not expect it to be provable in ZFC alone […]. König attempted to prove it false, but only because he felt the reals could not be well-ordered at all […]. Finally, Gödel cites Lusin and Sierpiński as tending to disbelieve it for reasons closer to his own. | ” |
|   | — :492, §II.1 |   |

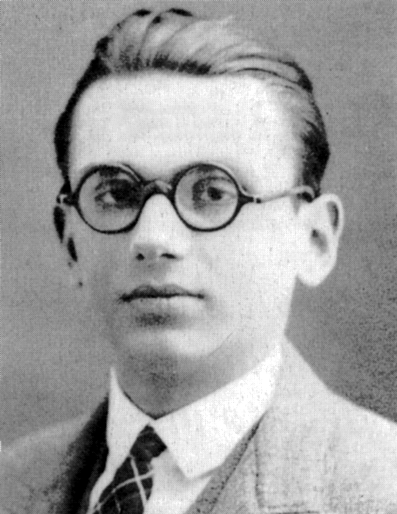
쿠르트 괴델

쿠르트 괴델은 1938년에 일반화 연속체 가설을 선택 공리를 추가한 체르멜로-프렝켈 집합론으로 반증할 수 없다는 것을 보였다. 구체적으로, 괴델은 구성 가능 전체가 ZFC의 모형이며, 이 모형에서는 일반화 연속체 가설이 성립함을 보였다.
폴 코언은 1963년에 강제법을 도입하여, 연속체 가설을 선택 공리를 추가한 체르멜로-프렝켈 집합론으로 증명할 수 없다는 것을 보였다. 이 공로로 코언은 1966년 필즈상을 수상하였다.
1980년대의 집합론자들의 의견에 대하여 퍼넬러피 매디는 1988년에 다음과 같이 적었다.
| “ | "비밀 조직"[영어: Cabal, 1970~80년대에 로스앤젤레스 근처 여러 대학교의 집합론자들이 주최한 학회]의 원로 회원들의 여론에 따르면 연속체 가설은 거짓이지만, 젊은 회원들 사이에는 […] 최근에 대두된, 연속체 가설에 긍정적인 주장들이 인기를 얻고 있다. 혹자는 경계선이 대략 40세[즉, 1948년 이후 출생]라고도 한다. While established opinion among more mature members of the Cabal is against CH, younger members are sympathetic to […] more recent argument[s for CH]. It has been suggested that the cut-off age is 40. | ” |
|   | — :500, §II.3.11 |   |

2006년에 얀 미치엘스키는 다음과 같이 적었다.
| “ | [일반화 연속체 가설]은 무한 기수의 이론을 크게 단순화하며, 무한 집합의 조합론의 다양한 흥미로운 정리들을 가능하게 한다. 이러한 잘 알려진 장점들은 매우 중요하여, 일반화 연속체 가설을 집합론의 공리계에 추가하는 것이 합리적이다. [The generalized continuum hypothesis] greatly simplifies the theory of infinite cardinal numbers, and it adds many interesting theorems to the combinatorics of infinite sets. These well known advantages are so significant that it is rational to accept GCH as an axiom of set theory. | ” |
|   | — :209 |   |

## 같이 보기
- 절대적 무한
- 베트 수
- 집합의 크기